# Anselmo Sule Candia

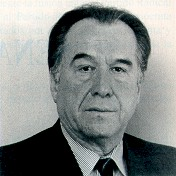
Anselmo Sule

Anselmo Sule Candia (* 27. Januar 1934 in Santiago; † 7. Juni 2002 in Santiago de Chile) war ein chilenischer Politiker.
Sule Candia war von 1969 bis 1973 und von 1990 bis 1998 Mitglied des chilenischen Senats. 1972 war er Vorsitzender der Radikalen Partei und wurde nach dem Militärputsch 1973 verhaftet. 1975 wurde er aus Chile ausgewiesen, von 1975 bis 1990 lebte er in verschiedenen Ländern wie Venezuela, Mexiko und Uruguay (wo er die uruguayische Staatsbürgerschaft erhielt). Von 1976 bis 1986 war Sule Candia Vorsitzender der Sozialistischen Internationale.